# 2-й танковый корпус (СССР)
2-й танковый корпус — общевойсковое оперативное соединение (танковый корпус) в составе РККА ВС СССР.
В составе действующей армии:
- с 9 мая по 27 октября 1942 года;
- с 22 декабря 1942 года по 19 сентября 1943 года.

## История
Танковый корпус с войсковым № 2 начал формироваться в МВО, в апреле 1942 года, на основании директивы Народного комиссара обороны Союза ССР № 724218сс, от 31 марта 1942 года, в городе Горький и области. Для штаба корпуса были выделены три комнаты Нижегородского Кремля, а соединения и части корпуса непосредственно формировались в зимних лагерях под городом, куда прибывало вооружение и военная техника. После сформирования, обучения и слаживания в составе Резерва Верховного Главнокомандования.
24 апреля танковое формирование было передано в состав Брянского фронта, а штаб корпуса разместился в селе Казаки, находившемся в пятнадцати километрах западнее Ельца.
25 мая корпус был придан 5-й танковой армии. 5 — 12 июля принимал участие в отражении наступления формирований вооружённых сил нацистской Германии (вермахта) в ходе плана «Блау». 15 июля корпус был переподчинён Брянскому фронту.
27 октября после участия в боях в Сталинграде корпус был выведен в резерв ВГК в Татищевские танковые лагеря под Саратов, куда прибыла колонна танков Т-34 «Тамбовский колхозник», на создание которой колхозники собрали 40 млн рублей. 14 декабря 1942 года 161 именная боевая машина с надписью «Тамбовский колхозник» передана в танковый корпус (98 единиц Т-34 и 63 единицы Т-70). Основой офицерского состава корпуса стали бывшие курсанты Саратовского танкового училища.
22 декабря 1942 года комплектование корпуса было закончено и корпус был передан Юго-Западному фронту.
До начала сражения под Прохоровкой корпусу переподчиняли и выводили из его состава артиллерийские части и подразделения обеспечения.
В июле 1943 года был придан 5-й гвардейской танковой армии, оставаясь на занимаемом рубеже, прикрывал сосредоточение Армии в исходном районе, не допуская прорыва противника в восточном направлении.
Приказом Наркома Обороны Союза ССР № 284, от 19 сентября 1943 года, 2-й танковый корпус за мужество и героизм личного состава удостоен почётного звания «Гвардейский», получил новый войсковой № и был преобразован в 8-й гвардейский танковый корпус.

## Командование

### Командиры
- генерал-майор Лизюков, Александр Ильич (с 15 апреля до 28 мая 1942 года);
- полковник Мальцев, Семён Петрович (с 28 мая до 9 июня 1942 года);
- генерал-майор танковых войск Лазарев, Иван Гаврилович (с 10 июня до 1 июля 1942 года);
- полковник, генерал-майор танковых войск Кравченко, Андрей Григорьевич (со 2 июля до 13 сентября 1942 года);
- генерал-майор танковых войск Хасин, Абрам Матвеевич (с 14 сентября до 15 октября 1942 года);
- генерал-майор танковых войск, генерал-лейтенант танковых войск Попов, Алексей Фёдорович (с 16 октября 1942 до 19 сентября 1943 года).

### Военные комиссары
С конца 1942 года заместители командира корпуса по политической части:
- дивизионный комиссар Туманян, Гай Лазаревич (с 12 апреля до 26 мая 1942 года);
- полковой комиссар Ассоров, Николай Павлович (с 26 мая до 4 июля 1942 года);
- полковой комиссар, с 20.01.1943 полковник Деревянкин, Иван Григорьевич (с 4 июля 1942 до 16 июня 1943 года);
- полковник Колосов, Николай Андреевич (с 16 июня до 19 сентября 1943 года)

### Начальники штаба
- полковник Мальцев, Семён Петрович (с 21 мая 1942 до 6 февраля 1943 года)[2];
- полковник Лимаренко, Пётр Алексеевич (с 31 мая до 9 июня 1942 года);
- полковник Нагайбаков, Измаил Ахметович (с июля до августа 1942 года);
- генерал-майор Кошелев, Василий Васильевич (с 22 февраля до 19 сентября 1943 года)

## Состав
К началу апреля 1942 года в состав корпуса входили:
- Управление корпуса;
- 26-я танковая бригада;
- 27-я танковая бригада;
- 148-я танковая бригада тяжёлых танков;
- 2-я мотострелковая бригада

### Корпусные части
- 894-й отдельный батальон связи, с 20 апреля 1943 года
- 174-й отдельный сапёрный батальон, с 20 апреля 1943 года
- 55-я отдельная рота химзащиты, с 1 июля 1942 года
- 73-я подвижная ремонтная база, с 1 июля 1942 года
- 100-я подвижная ремонтная база, с 1 июля 1942 года
- авиазвено связи, с 13 мая 1943 года
- 51-й полевой автохлебозавод, с 13 мая 1943

При переформировании корпус получил новые соединения и части:
- 26-я танковая бригада
- 99-я танковая бригада
- 169-я танковая бригада
- 58-я мотострелковая бригада
- 12-й отдельный бронеавтомобильный разведывательный батальон

## В составе
| 01.04.1942 года | Московский военный округ             |                       |
| 01.05.1942 года | Резерв Верховного Главнокомандования |                       |
| 01.06.1942 года | Брянский фронт                       |                       |
| 01.07.1942 года | Брянский фронт                       | 5-я танковая армия    |
| 01.08.1942 года | Брянский фронт                       |                       |
| 01.09.1942 года | Юго-Восточный фронт                  | 62-я армия            |
| 01.10.1942 года | Сталинградский фронт                 |                       |
| 01.11.1942 года | Приволжский военный округ            |                       |
| 01.01.1943 года | Юго-Западный фронт                   |                       |
| 01.02.1943 года | Юго-Западный фронт                   | 3-я гвардейская армия |
| 01.03.1943 года | Юго-Западный фронт                   |                       |
| 01.08.1943 года | Воронежский фронт                    |                       |
| 01.09.1943 года | Воронежский фронт                    | 40-я армия            |

## Отличившиеся воины корпуса
- Борисов, Михаил Фёдорович, гвардии старший сержант, комсорг артиллерийского дивизиона 58-й мотострелковой бригады.
- Волох, Анатолий Александрович, сержант, автоматчик 12-го отдельного бронеавтомобильного разведывательного батальона.
- Старцев, Фёдор Григорьевич, красноармеец, помощник наводчика противотанкового ружья 2-го батальона 58-й мотострелковой бригады.

### Комментарии
1. ↑  5 июля 5 ТА была брошена в бой южнее Воронежа. Ввод армии в бой происходил по частям и без должной разведки. К 12 июля армия понесла тяжёлые потери. 15 июля армия была расформирована из-за потери боеспособности (директива Ставки ВГК № 170511 от 15 июля 1942 года); её полевое управление было выведено в резерв Ставки ВГК, а соединения и части переданы Брянскому и Воронежскому фронтам.

### Сноски
1. ↑  Боевой приказ штаба 5-й гвардейской танковой армии № 3, от 11 июля 1943 года.
2. ↑  Мальцев Семен Петрович :: Учетно-послужная картотека. pamyat-naroda.ru. Дата обращения: 15 сентября 2022. Архивировано 15 сентября 2022 года.